# Dorcadion nurense
Dorcadion nurense är en skalbaggsart som beskrevs av Aleksandr Sergeievich Danilevsky och Sergey Murzin 2009. Dorcadion nurense ingår i släktet Dorcadion och familjen långhorningar.
Artens utbredningsområde är Iran. Inga underarter finns listade i Catalogue of Life.